# Tidyman (Symbol)

Tidyman-Symbol

Abwandlung als Protestsymbol gegen Faschismus

Der Tidyman (von englisch tidy ‚ordentlich‘, ‚sauber‘), im Deutschen auch Saubermann genannt, ist ein international bekanntes Piktogramm, das Verbraucher bittet, Verpackungen und anderen Abfall umweltschonend in dafür vorgesehene Abfallbehältnisse zu entsorgen. In abgewandelter Form wird es auch als Protestsymbol verwendet, beispielsweise gegen Faschismus.

## Geschichte
Die Entstehung des Symbols ist ungeklärt. Seine Verwendung geht mindestens bis in die 1960er Jahre zurück. Eventuell wurde es von einem Logo inspiriert, das für die Non-Profit-Organisation Keep America Beautiful in Zusammenarbeit mit der Brewers’ Association of America entstand, die teilweise von der Anheuser-Busch-Biermarke Budweiser finanziert wurde. Nach anderen Hypothesen wurde es bei Budweiser bereits in den 1950er Jahren verwendet. Bei den beteiligten Organisationen und Unternehmen finden sich allerdings keine Hinweise zur Geschichte des Symbols in den Archiven aus der Zeit vor den 1970er Jahren. Ab 1969 lässt sich der Tidyman auch auf Materialien der britischen Kampagne Keep Britain Tidy nachweisen.
Im Februar 2017 bat die Lernplattform Skillshare ihre 2 Millionen Mitglieder umfassende Community um Mithilfe bei der Suche nach den Ursprüngen des Symbols.
Der Tidyman wird international benutzt und hat weltweit eine sehr hohe Bekanntheit. Er wird auf zahlreichen Produkt-Verpackungen abgedruckt und dabei teilweise mit anderen international anerkannten Symbolen wie beispielsweise dem Grünen Punkt kombiniert.
In der Slowakei ist die Nutzung des Tidyman auf allen Verpackungen ab einer definierten Mindestgröße bzw. einem definierten Mindestvolumen gesetzlich vorgeschrieben.

## Design
Der Tidyman soll den Betrachter durch seine dynamische Bildgestaltung zu einer Aktion anregen: So besteht er aus diagonalen Linien, einem gebeugten Körper, der sich zu bewegen scheint, und das Papier „fliegt“ durch die Luft. Dargestellt wird also der Akt des Werfens. Diese Aktion kann abgeändert und in viele verschiedene Kontexte eingebettet werden.
Da das Symbol keinen Bezug zum Recycling enthält, sondern den Konsumenten lediglich auffordert, den Abfall ungetrennt zu entsorgen, wird zum Beispiel in Großbritannien ein Wechsel zum On-Pack Recycling Label (OPRL) diskutiert, welches den Verbraucher genauer über die Recycling-Optionen informiert.